# 코토고이드부
코토고이드 부(ᠬᠣᠲᠣᠭᠣᠶᠢᠳ，Хотгойд) 혹은 할하 알탄칸부(Халх Алтан)는 몽골 북서부의 부족으로 할하부의 외할하부 중 자사그투 칸부에서 분리된 부족이다. 자사그투 칸부 출신 슈루이 우바시가 창설했다. 코토고이드인들은 지금의 몽골의 서쪽의 우부스 호수와 동쪽의 도로게르 강 사이에 거주하고 있다. 코토고이드 부의 지도자들은 알탄 칸으로, 실제로는 콩타이지라 칭했으며 1691년까지도 독립을 유지하다가 1691년 청나라에 복속되었다.

## 같이 보기
- 알탄 칸 (할하부)